# Garry Bauman
Garry Glenwood Bauman (Kanada, Alberta, Innisfail, 1940. július 21. – 2006. október 16.) profi jégkorongozó kapus.

## Karrier
Komolyabb junior karrierjét az SJHL-es Prince Albert Mintosban kezdte 1958–1959-ben és 1960-ig játszott ebben a csapatban. 1960-tól 1964-ig a Michigan Technological University egyetemi csapatában játszott. Az egyetem után a CPHL-es Omaha Knightsba került egy idényre majd innen az AHL-es Québec Acesben igazolt. Az 1966–1967-es idényben bemutatkozott a National Hockey League-ben a Montréal Canadiensben. A 20. National Hockey League All-Star Gálán a montréali Charlie Hodgedzsal osztozott a kapun és az első és eddig utolsó hibátlan mérkőzést (SO) produkálták. A szezon többi részét a Québec Acesben töltötte. Az 1967-es NHL-bővítős drafton került a Minnesota North Starshoz. 1967–1968-ban már játszhatott új NHL-es csapatában de még leküldték az AHL-es Rochester Americansba. A következő idényben már csak hét mérkőzésen védhetett a minnesotai csapatban és hat mérkőzésen a CHL-es Memphis South Starsban. 1969–1970-ben nem játszott sehol. 1970–1972 között a Calgary Stampedersben szerepelt, ami egy senior ligás csapat volt. Ezután már végleg visszavonult.

## Díjai
- WCHA Első All-Star Csapat: 1962, 1963, 1964
- NCAA Nyugat Első All-American Csapat: 1963, 1964
- NHL All-Star Gála: 1967